# Берёзовый Майдан
Берёзовый Майда́н (чув. Хурăн Майданĕ) — село Алатырского района Чувашской Республики. Относится к Кувакинскому сельскому поселению.

## Географическое положение
Село расположено в 24 км к северу от районного центра, Алатыря. Ближайшая железнодорожная станция Алатырь расположена там же. Село располагается на правом берегу реки Ичикса. Административный центр поселения, Кувакино, в 3 км к северо-востоку.

## История
Село возникло в XVIII веке. Историческое название — Пырки. Есть предание, что основали село переселенцы из мордовской деревни, существовавшей на месте села Ичиксы и выселенные оттуда прибывшими русскими. Жители села в исторический период — русские, до 1764 года были монастырскими крестьянами Алатырского троицкого монастыря, до 1786 года — экономическими, до 1835 года — государственными, до 1863 — удельными крестьянами. Исторические занятия населения: сельское хозяйство, корзиноплетение, бондарный и портняжный промыслы, производство поташа, гонка дёгтя и смолы, изготовление колёс и повозок, отхожие промыслы.
В 1780 году, при создании Симбирское наместничество, деревня Березовой Майдан, ясашных крестьян, в Алатырском уезде. С 1796 года — в Симбирской губернии.
В 1859 году деревня Березовский Майдан входил в 1-й стан Алатырского уезда Симбирской губернии.
В 1883 году построена деревянная двухпрестольная церковь: во имя вв. Апостолов Петра и Павла и Николая Чудотворца. В 1893 году открыта церковно-приходская школа, миссионерский кружок, открыт в 1897 году.
Согласно подворной переписи 1911 года, в селе проживало 247 семей. Практиковались переделы земли по мужскому наличному населению. Имелось 138 взрослых лошадей и 13 жеребят, 204 коровы и 87 телят (а также 52 единицы прочего КРС), 469 овец и коз и 158 свиней. Почва преобладала суглинистая. 218 хозяйств пользовались 59,7 десятинами покоса и 1040,5 десятинами пашни, на 669,4 из которых сеяли озимую рожь и яровые овёс, чечевицу, лён и просо, а также немного картофель, пшеницу, горох. Сельскохозяйственных орудий не было. 96 мужчин и 31 женщина занимались выделкой решёт и сит, 43 мужчины были чернорабочими, 28 мужчин занимались другими промыслами (плотники, пастухи, мельники и др.), в основном в своём селении и частично за пределами уезда.
В 1930 году создан колхоз имени Блюхера, по другим данным — имени Чкалова. Церковь была разрушена после 1941 года, на её месте открыт клуб.
В 1965 году колхоз был объединён с колхозом имени Ленина в совхоз «Кувакинский».

### Административная принадлежность
Село входило в состав Явлейской и Берёзовомайданской волостей в конце XVIII века, Урусовского удельного приказа с 1835 года по 1863 год, Кувакинской волости Алатырского уезда в 1863—1927 годах. До 1935 года — в Алатырском районе, центр Берёзово-Майданского сельсовета. В 1935 году вошло в Кувакинский район, после его упразднения в 1956 году вернулось в Алатырский район. С 1965 года — в Кувакинском сельсовете.

## Население
| 2010 | 2012 |
| ---- | ---- |
| 147  | ↘138 |

Число дворов и жителей:
- 1780 год — 217 ревизских душ[4].
- 1795 год — 55 дворов, 238 мужчин, 240 женщин.
- 1858 год — 372 мужчины, 408 женщин.
- 1859 год — 70 дворов, 381 мужчина, 419 женщин[11].
- 1897 год — 205 дворов, 636 мужчин, 671 женщина.
- 1900 год — в 132 дворах: 529 м. и 566 ж.; сверх того раскольников в 12 дворах: 47 м. и 52 ж.[6];
- 1911 год — 245 хозяйств, 699 мужчин, 732 женщины, из них 236 грамотных и учащихся[7].
- 1926 год — 280 дворов, 664 мужчины, 720 женщин.
- 1939 год — 268 хозяйств[8], 491 мужчина, 526 женщин.
- 1979 год — 196 мужчин, 212 женщин.
- 2002 год — 109 дворов, 204 человека: 86 мужчин, 118 женщин, русские (93 %)[12].
- 2010 год — 76 частных домохозяйств, 147 человек: 66 мужчин, 81 женщина[3].

## Современное состояние
В селе действуют фельдшерский пункт, магазин. Функционирует ООО «Агрофирма „Кувакинское молоко“».